# Biolinguística
A Biolinguística é a ciência que estuda a língua através de uma perspectiva biológica, destacando a linguística como força motriz para o desenvolvimento da biologia. Em seu sentido estrito, proposto por Noam Chomsky e a escola da gramática generativa, coloca a língua como uma função orgânica inata à natureza do cérebro humano. Já em um sentido mais amplo, pode ser colocada como a área interdisciplinar, integradora da biologia evolucionária, Neurociência, Genética, Psicologia e Fisiologia. 
Entre os principais estudiosos, podemos destacar os nomes de August Scheurer, Eric Lenneberg, Sigmund Freud, Darwin, Wallace, Noam Chomsky e Roman Jakobson.
Um dos trabalhos essenciais do início da Biolinguística é Biological Foundations of Language, publicado, em 1967, por Eric Lenneberg, que a par da publicação de Syntactic Structures, de Noam Chomsky, em 1957, forma a base de orientação biológica para o estudo da capacidade humana de linguagem. 
Em Biological Foundations of Language, Lenneberg (1967) especula a possibilidade de componente genético para a linguagem e defende-se uma relação entre a linguagem e o cérebro, o que foi corroborado nas décadas seguintes, depois dos inúmeros avanços tecnológicos na área de genética e, especialmente, nos estudos do cérebro, que permitiram trabalhos com exames de neuroimagem e com mapeamento de atividades cerebrais, capazes de revelar a resposta do cérebro humano a estímulos linguísticos. Uma década antes, em Syntactic Structures, Chomsky (1957) já tinha apontado para a existência de uma relação entre linguagem e cérebro, ao descrever a linguagem como um sistema ideal, em que a estrutura da língua (as frases) era gerada a partir de símbolos e regras de transformação, representados mentalmente. Surge, então, a Gramática Gerativa Transformacional. Uma teoria formal de língua centrada na sintaxe, preocupada com o lugar da linguagem na mente humana e com o desenvolvimento do conhecimento linguístico. 

## História
Apesar de ser formalizada apenas no século XX, a Biolinguística teve seu conceito mencionado ainda por Leonardo da Vinci e abraçado por diversos pesquisadores influentes, tal como Darwin e Freud.  
O termo “Biolinguística” apenas surgiu oficialmente pela primeira vez em 1959, constituindo o título “Livro da Biolinguística” por Clarence e Muskens. Já em 1974, outro marco importante da área ocorre: Massimo Piattelli-Palmarini reúne uma conferência interdisciplinar entre linguistas, biólogos e neurocientistas em Paris, propondo o termo para designar o nome desse campo da ciência.
No entanto, apenas em 1980, com um grupo de pesquisadores biolinguistas foi que ocorreu a expansão da área, integrando também os campos da linguística teórica, biologia molecular, barreiras no aprendizado da linguagem, neurologia da comunicação animal, neurolinguística, percepção de pré-linguagem de bebês e origem e evolução da língua aos seus estudos. 
Apesar desses marcos históricos, no período de 1950 a 1970, apenas foram registradas quatro entradas biográficas com o termo. Foi apenas após a publicação de “Biolinguística: desenvolvimento estrutural e desenvolvimento da linguagem”, por Lyle Jenkins, que o campo floresceu, inspirando diversos pesquisadores. Da biografia, apenas o período de 2000 a 2010 contém quase três quartos de toda a literatura intitulada de biolinguística.
É nesse cenário que, de acordo com o autor Jiaqing Wu, surgem três focos distintos da biolinguística. A primeira, acredita que o objeto de estudo se dá nas correlações entre o Programa Minimalista e a Gramática Transformacional-Gerativa, proposta por Bird, Lee e Chomsky. Já a segunda, propõe a estrutura da linguagem, evolução filogenética e desenvolvimento ontogenético da linguagem como o foco das pesquisas da área, podendo citar Jenkins, Di Sciullo e Boeckx como expoentes. Já uma terceira corrente fica a cargo de Chomsky com a emergência e desenvolvimento da biolinguística, com o “The biolinguistic perspective after 50 years” como literatura de referência.
Na atualidade, temos esta área em crescente desenvolvimento, contando com cada vez mais congressos e publicações, tornando as discussões por ela geradas mais divulgadas e enriquecedoras. Além disso, vale destacar que o nome de Noam Chomsky segue sendo o mais influente, ditando as 5 questões centrais, abordadas também por Lenneberg, Hauser e Pinker, que hoje a Biolinguística tenta responder:
1. O que constitui o conhecimento de linguagem?
2. Como a linguagem é adquirida?
3. Como a linguagem é colocada em uso?
4. Quais são os mecanismos cerebrais relevantes?
5. Como o conhecimento evolui nas espécies?

## Métodos de pesquisa
Diferente de outras formas de registros histórico-culturais, a língua falada é efêmera e, na ausência de sistemas de escrita preservados, falha em deixar quaisquer traços de registros materiais. Tal déficit de registros caracteriza o principal desafio acerca do estudo da biolinguística.
Uma vez que os achados arqueológicos utilizados para a biolinguística são escassos, pesquisadores estabelecem a relação entre o comportamento simbólico e o surgimento da linguagem. Dessa forma, evidências de complexidade comportamental nos revelariam o status linguístico de determinado grupo estudado, como a produção de ornamentos e modificações não funcionais de objetos.
A produção de objetos simbólicos é um desdobramento da capacidade cognitiva moderna, logo objetos abertamente simbólicos, tais quais imagens representativas ou placas com sinais gravados, podem ser considerados como representantes da cognição moderna, e portanto, da linguagem.
É notável que os seres humanos cognitivamente modernos alteraram radicalmente o meio ao seu redor, assim é coerente imaginar que houve mudanças detectáveis no registro material logo após ou no início do processo de aquisição da linguagem. Porém, para se afirmar, é necessário que haja evidências de que os objetos simbólicos para um grupo de indivíduos foram realmente integrados a uma tradição simbólica ampla. 
Com esse propósito, busca-se a existência de múltiplos objetos simbólicos em um mesmo contexto arqueológico. Existem diversas ferramentas de análises na qual pesquisadores se baseiam quando procuram este contexto. 
Além do registro material de espécies hominídeas (comportamentos simbólicos), buscam-se registros anatômicos e morfológicos favoráveis: endocrânios (áreas associadas à linguagem), propriedades do sistema de comunicação animal e etapas da aquisição da linguagem (competências, aparelho vocal, complexificação entre primatas não-humanos e humanos modernos). Não só isso, como também registros históricos sociais: contextos de emergência de línguas (indivíduos que falam línguas diferentes sendo colocados em um mesmo contexto anormal) e déficits linguísticos.
Portanto, fazer o uso de cadeias de inferências, evidências indiretas, especulações e hipóteses intermediárias é o meio fundamental para se ligar objetos simbólicos a demais métodos de análise a fim de buscar um contexto maior que indique a presença do pensamento simbólico associado à linguagem.

## Correntes
Apesar das discussões acerca do objeto de estudo da Biolinguística, há também a divisão entre pesquisadores quanto a como e quando ocorreu o surgimento da língua, podendo ser pontuados entre dois fortes ramos: Gradualistas e Pontuacionistas.

### Gradualista
Buscando sair de uma visão antropocêntrica, os Gradualistas entendem a linguagem humana como algo que não é fundamentalmente diferente daqueles sistemas de comunicação de outros animais não-humanos. Apesar de considerar a inteligência do homem superior, reconhecem a inteligência de demais seres vivos. Dessa forma, a questão trabalhada por gradualistas gira em torno de avaliar a extensão da linguagem por graus, e não espécies de animais. Assim, deixam de lado uma visão tudo-ou-nada atribuída à característica de ser humano e exclui a ideia de que “não é sobre ter linguagem, razão, consciência: de acordo com os gradualistas, os animais podem ser mais ou menos dotados dessas aptidões ou qualidades” (Ingold, Tim).

### Pontuacionista
Já essa segunda corrente assume que a linguagem deve ter surgido de forma tardia e com os mecanismos cerebrais necessários para tal completamente prontos. Assim, expressões simbólicas atribuídas a humanos não modernos são descartadas como atitudes flutuantes e exceções, deixando unicamente ao Homo sapiens a evolução cognitiva ocorrida no final do Pleistoceno. Para essa linha, o padrão ancestral conta com raras inovações e incansáveis mudanças, estas cognitivas e não simbólicas. Essas ações teriam culminado no chamado “cérebro pronto para a linguagem”, dando ao humano aptidão para a língua. Dessa forma, o estímulo que deu significado a sons vocálicos ocorreu de forma espontânea, retroalimentando as formações mentais entre som e significado.